# Pontiothauma hedleyi
Pontiothauma hedleyi es una especie de culebra marina, un molusco gastrópodo en la familia Conidae.